# Raul Canal
Raul Canal, (Carlos Barbosa, 10 de abril de 1965) radicado em Brasília desde 1986. Tenente Temporário do Exército Brasileiro, no período de 1984 a 1991, tendo sido assessor jurídico da Diretoria Patrimonial de Brasília do Ministério do Exército, no período de 1989 a 1991.
Doutorando em Ciências Odontológicas - Área Concentração em Odontologia Legal pelo Centro de Pesquisas Odontológicas São Leopoldo Mandic com período sanduíche na University of Florida, mestre em Ciência, Tecnologia e Gestão aplicadas à Regeneração Tecidual pela Unifesp e advogado especialista em Direito Médico e Odontológico pela Universidade de Coimbra e pela Universidade Corporativa Anadem (UCA).
Membro da Academia Maçônica de Letras do Distrito Federal, titular da Cadeira XVIII, patroneada por Floriano Peixoto. Membro da Academia Maçônica Internacional de Letras (Lisboa), titular da cadeira IX, patroneada por Fernando Pessoa. Membro da Associação Nacional de Escritores. Membro da World Association of Medical Law. Membro da Academia Latino-Americana de Ciências Humanas (Alach), titular da Cadeira I, patroneada por João Guilherme de Araújo Jorge. Presidente do Supremo Conselho Internacional Acadêmico da Alach. Presidente da Academia de Letras de Brasília (Acleb). Presidente da Agência de Autorregulamentação das Entidades de Autogestão de Planos de Proteção contra Riscos Patrimoniais (AAAPV) e da Confederação Brasileira das Cooperativas Promotoras de Cooperativismo de Seguros (Confseg).

## Livros
- “OS DIREITOS DOS MILITARES NA DEMOCRACIA”[1], Thesaurus Editora, Brasília, DF, 1999, 412 páginas;
- “PARA CONVERSAR COM O TRAVESSEIRO”[2], Bárbara Bella Gráfica e Editora, Brasília, DF, 2000, 210 páginas;
- “O EXERCÍCIO DA MEDICINA E SUAS IMPLICAÇÕES LEGAIS”, Bárbara Bella Gráfica e Editora, Brasília, DF, 2000, 467 páginas.
- “INÊS É MORTA, VEADO, PIRANHA E OUTROS BICHOS”, Editora Ponto, Brasília, DF, 2007;
- "NOVO CÓDIGO DE ÉTICA MÉDICA COMENTADO", Editora Ponto, Brasília, 2010, 210 páginas;
- “INÊS É MORTA, VEADO, PIRANHA E OUTROS BICHOS”, Editora Ponto, Brasília, DF, 2012;
- “ERRO MÉDICO E A JUDICIALIZAÇÃO DA MEDICINA”, Editora Saturno, Brasília, DF, 2014; e
- “O PENSAMENTO JURISPRUDENCIAL BRASILEIRO SOBRE ERRO MÉDICO NO TERCEIRO MILÊNIO”, Editora CEAT, Loyola Distribuidora, São Paulo, SP, 2016.

## Outras experiências
- Presidente da Sociedade Brasileira de Direito Médico e Bioética (Anadem).
- Presidente do Capítulo Brasileiro da Asociación Latinoamericana de Derecho Médico (ASOLADEME).
- Presidente do Supremo Conselho Internacional Acadêmico da Academia Latino-Americana de Ciências Humanas (ALACH).
- Membro da Academia de Letras de Brasília (Acleb), titular da Cadeira III, patroneada por Ruy Barbosa.
- Membro da Academia Maçônica de Letras do Distrito Federal, titular da Cadeira XVIII, patroneada por Floriano Peixoto.
- Membro da Academia Maçônica Internacional de Letras (Lisboa), titular da cadeira IX, patroneada por Fernando Pessoa.
- Membro da Associação Nacional de Escritores (ANE).
- Membro da World Association of Medical Law (WAML).
- Membro da Academia Latino-Americana de Ciências Humanas (ALACH), titular da Cadeira I, patroneada por João Guilherme de Araújo Jorge.
- Autor dos seguintes livros: Pontos de Interrogação; Para Conversar com o Travesseiro; O Exercício da Medicina e suas Implicações Legais; Direito Médico; Inês é Morta; Erro Médico; O Pensamento Jurisprudencial Brasileiro Sobre Erro Médico No Terceiro Milênio; e Código de Ética Médica Comentado.